# Väinö Kunnas
Wäinö (Väinö) Ilmari Kunnas, född Keränen 12 april 1896 i Viborg, Finland, död 10 februari 1929 i Helsingfors var en finländsk bildkonstnär. Hans stil var expressionistisk och som modernist tillhörde han också den litterära gruppen Tulenkantajat ("Fackelbärarna") från 1920-talet, som den enda konstmålaren i gruppen. Stadsmiljöer, människor och porträtt var de vanligaste motiven i hans verk. Vid sidan av sitt arbete som konstmålare tjänstgjorde han också som ritare på olika arkitektbyråer.

## Biografi
Väinö Kunnas, som var född i Viborg, studerade vid Sordavalas hantverksskola och därefter 1912–1917 vid Viborgs konstvänners ritskola. Han finansierade sina studier dels genom arbete som ritare och kontorist på Uno Ullbergs arkitektbyrå, dels genom uppdrag som dekorationsmålare i Viborg och Sankt Petersburg. Han var också musikaliskt begåvad och studerade komposition under ledning av Toivo Kuula.
Under Finska inbördeskriget 1918 slogs Väinö Kunnas i det röda gardet  på den karelska fronten, och efter slaget om Viborg hamnade han på fångläger. Han frigavs ett par veckor senare då Uno Ullberg trädde fram som hans garant och återanställde honom på sitt arkitektkontor. Han upplevde emellertid att han utsattes för mobbning i ritskolan i Viborg på grund av sin bakgrund som rödgardist, i synnerhet av skoldirektören Rurik Lindquist, och bestämde sig för att flytta till Helsingfors 1920.
1920–1921 studerade han vid Finska konstföreningens ritskola i Helsingfors. Han bekantade sig samtidigt med de litterära kretsarna i huvudstaden och funderade på att ändra sin yrkesinriktning och bli författare. Han erhöll 1924 det viborgske bergsrådet Seth Sohlbergs stipendium och fortsatte att arbeta som konstmålare. Han arbetade också som konstruktionsritare på J.S. Siréns arkitektbyrå. Han illustrerade Tulenkantajat-gruppens magasin 1926 och porträtterade flera av författarna tillhörande gruppen. Väinö Kunnas hade också en nyckelroll vid skapandet av gruppens konstnärliga filosofi, tillsammans med Olavi Paavolainen.
Väinö Kunnas avled i lunginflammation på Maria sjukhus, Helsingfors i februari 1929, några få dagar efter insjuknandet.

## Familjen
Väinö Kunnas var son till konstmålaren Mikko Kunnas (tidigare Keränen) och Helena Varonen. Han gifte sig 1924 med konstmålaren Sylvi Alice Karlsson. Paret fick samma år en dotter, författaren Kirsi Kunnas. Den yngre dottern Alila gifte sig med tonsättaren Jouko Tolonen.

## Verk i urval
- Målning från Wärtsilä, 1922
- Uuno Kailas porträtt, 1924
- Katri Valas porträtt, 1925
- Stadsvy, 1926
- Självporträtt, 1926
- Dansserien, 1927–1928
- Olavi Paavolainen, 1928
- Kirsis sagohörn, 1928.

## Bildgalleri

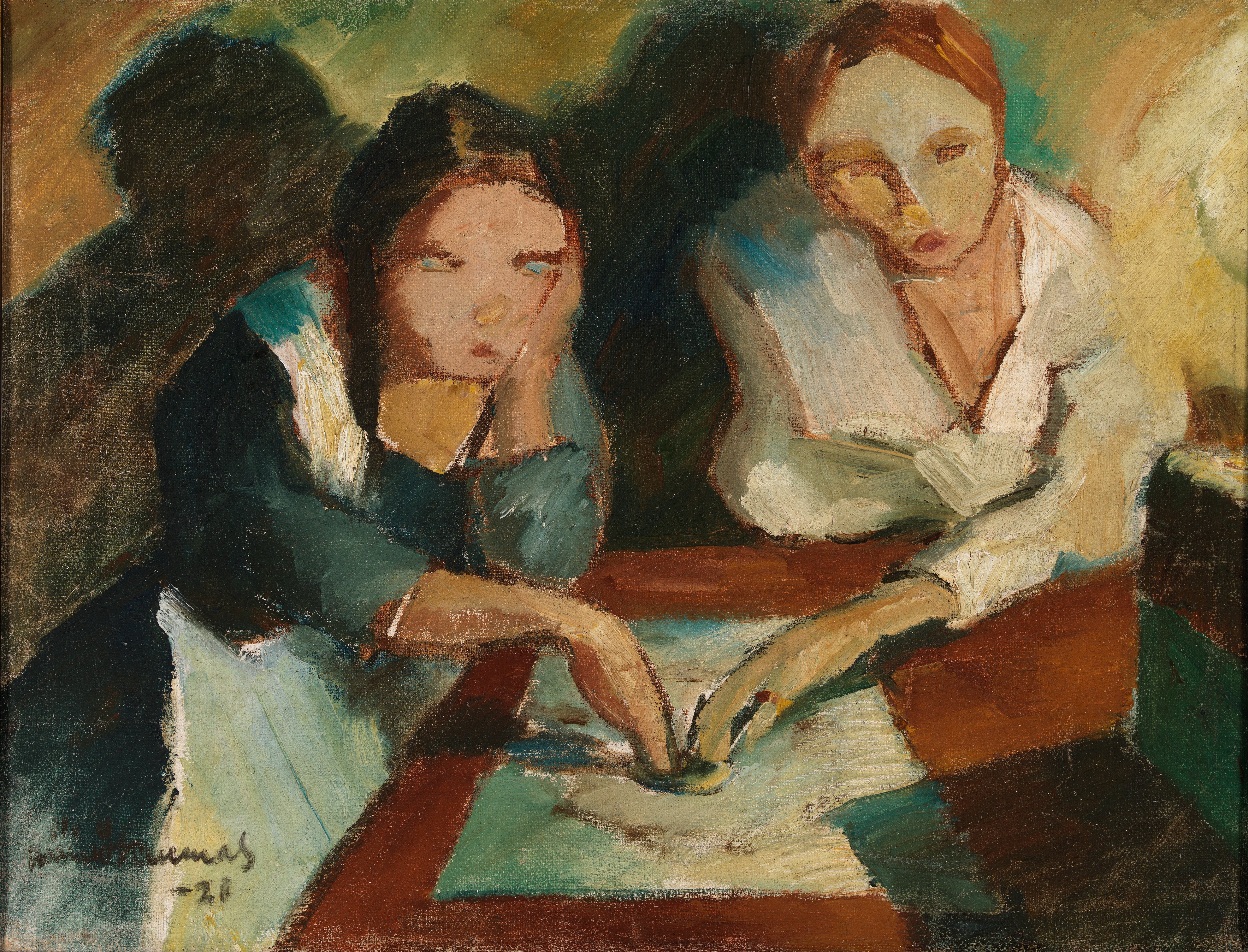
"Spiritualistseans", 1921, EMMA
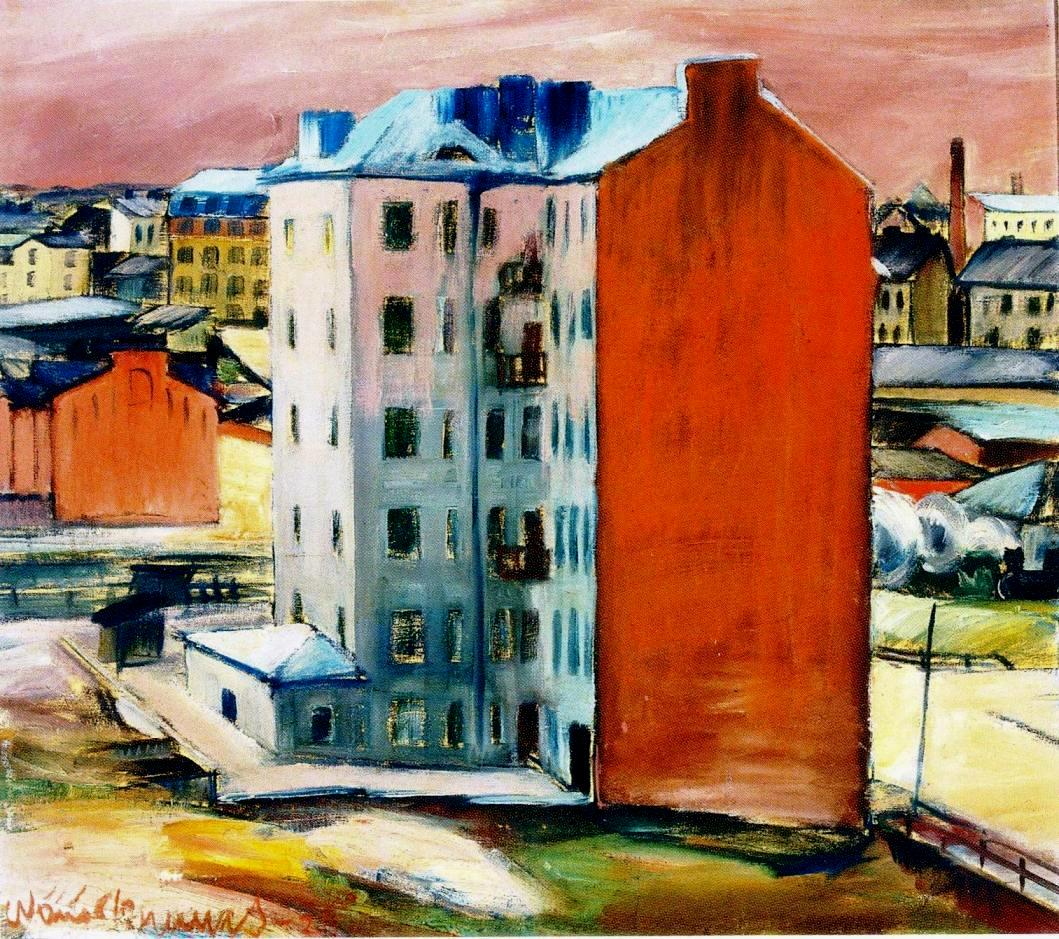
"Åska och hetta", 1925, privat kollektion
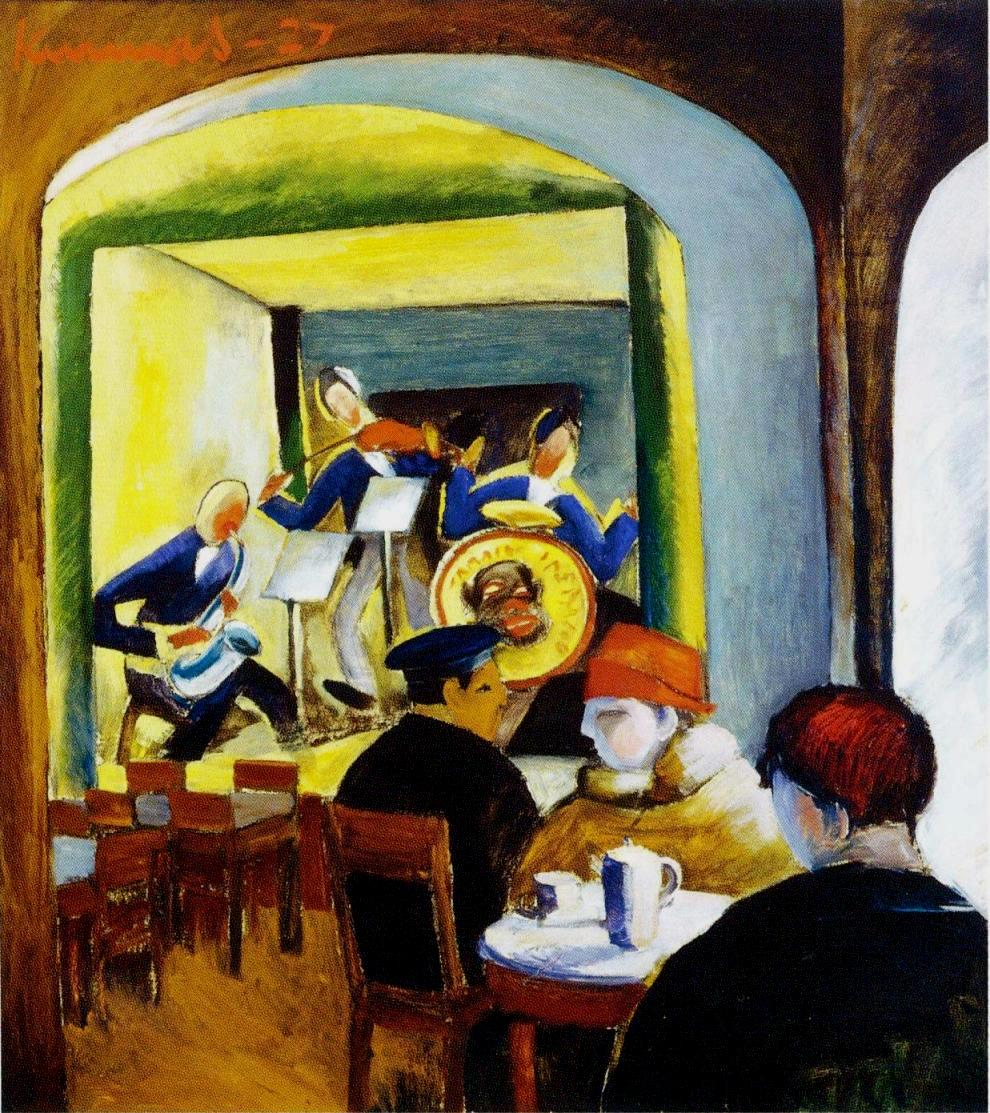
"Jazzorkester", 1927, privat kollektion
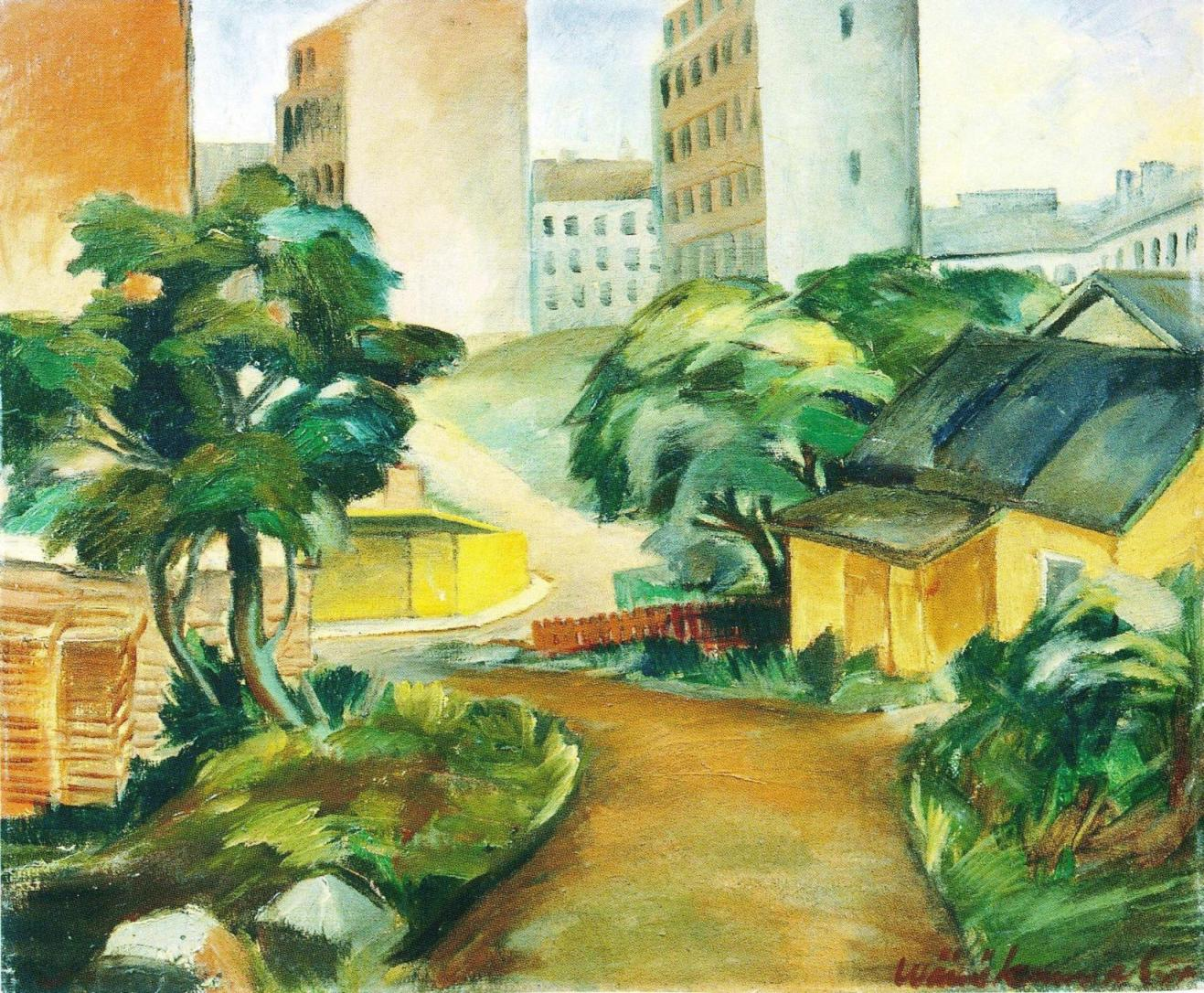
"Staden kommer", 1927, Ateneum
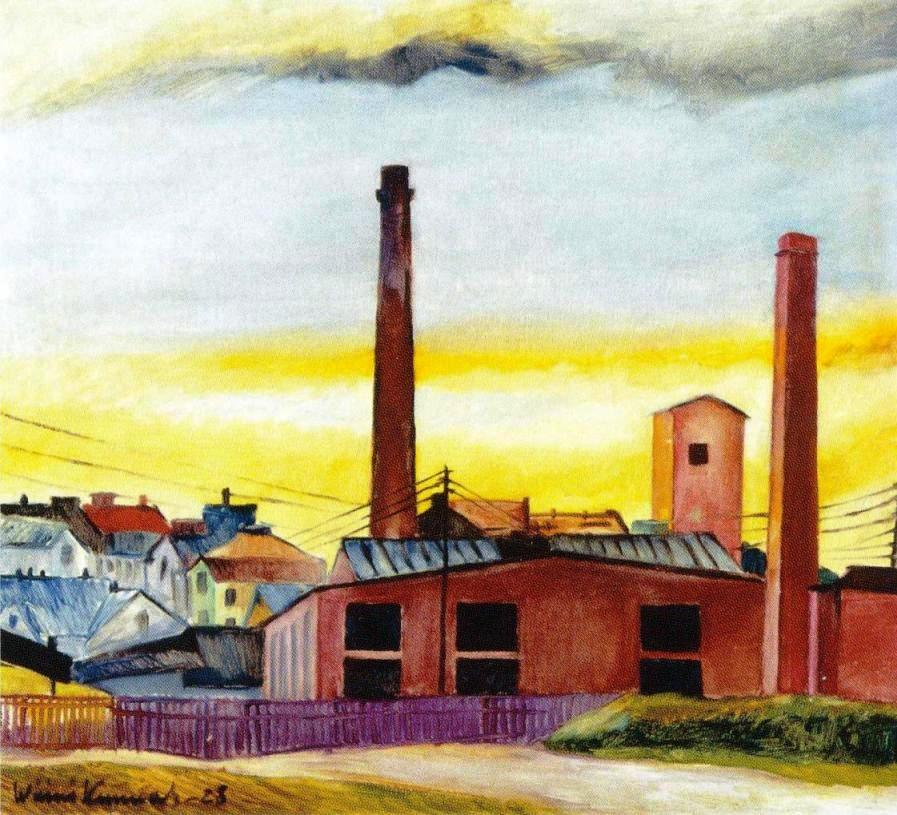
"Söndagmorgon", 1928, privat kollektion
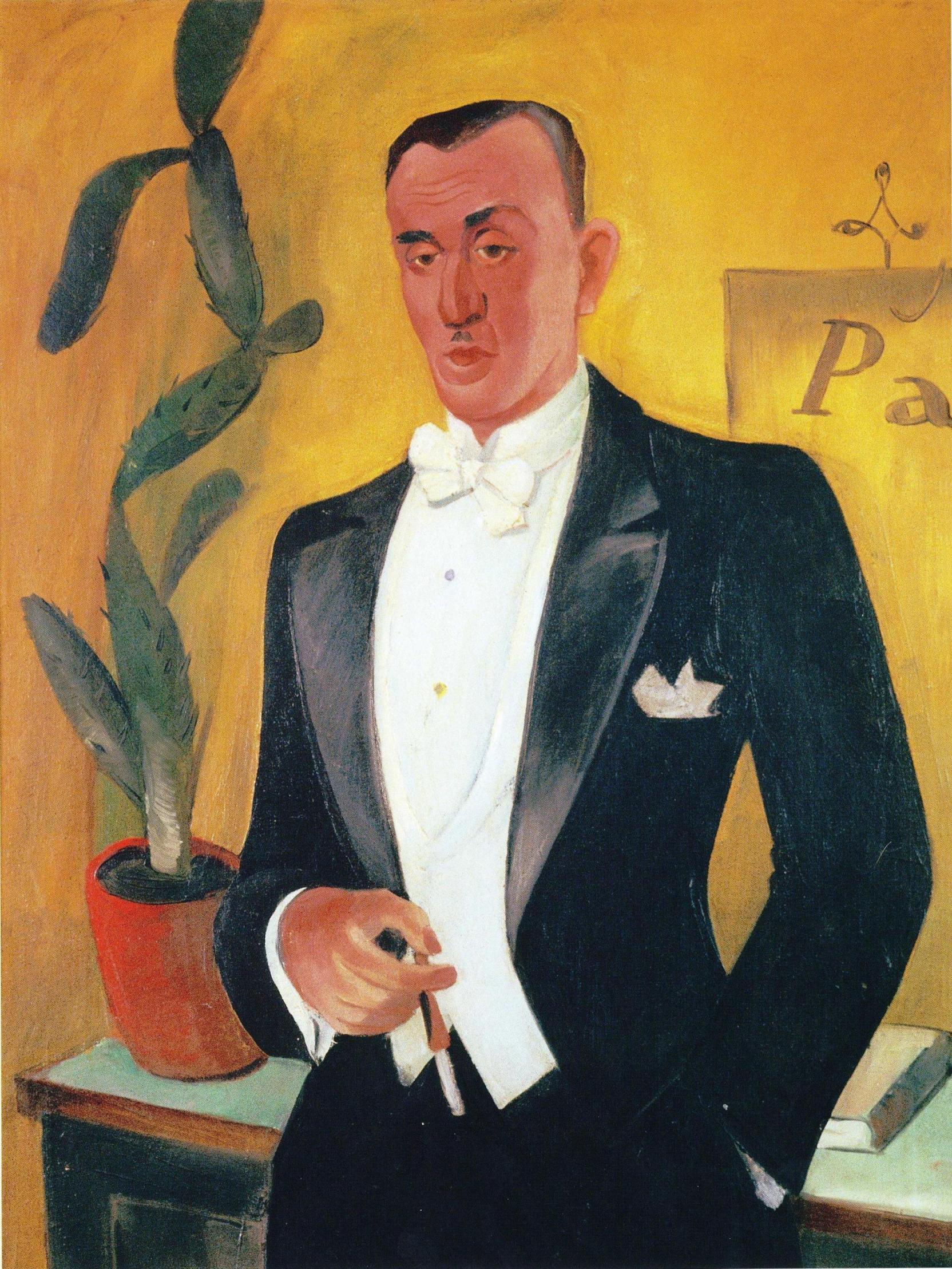
Olavi Paavolainen, 1928, förlaget WSOY
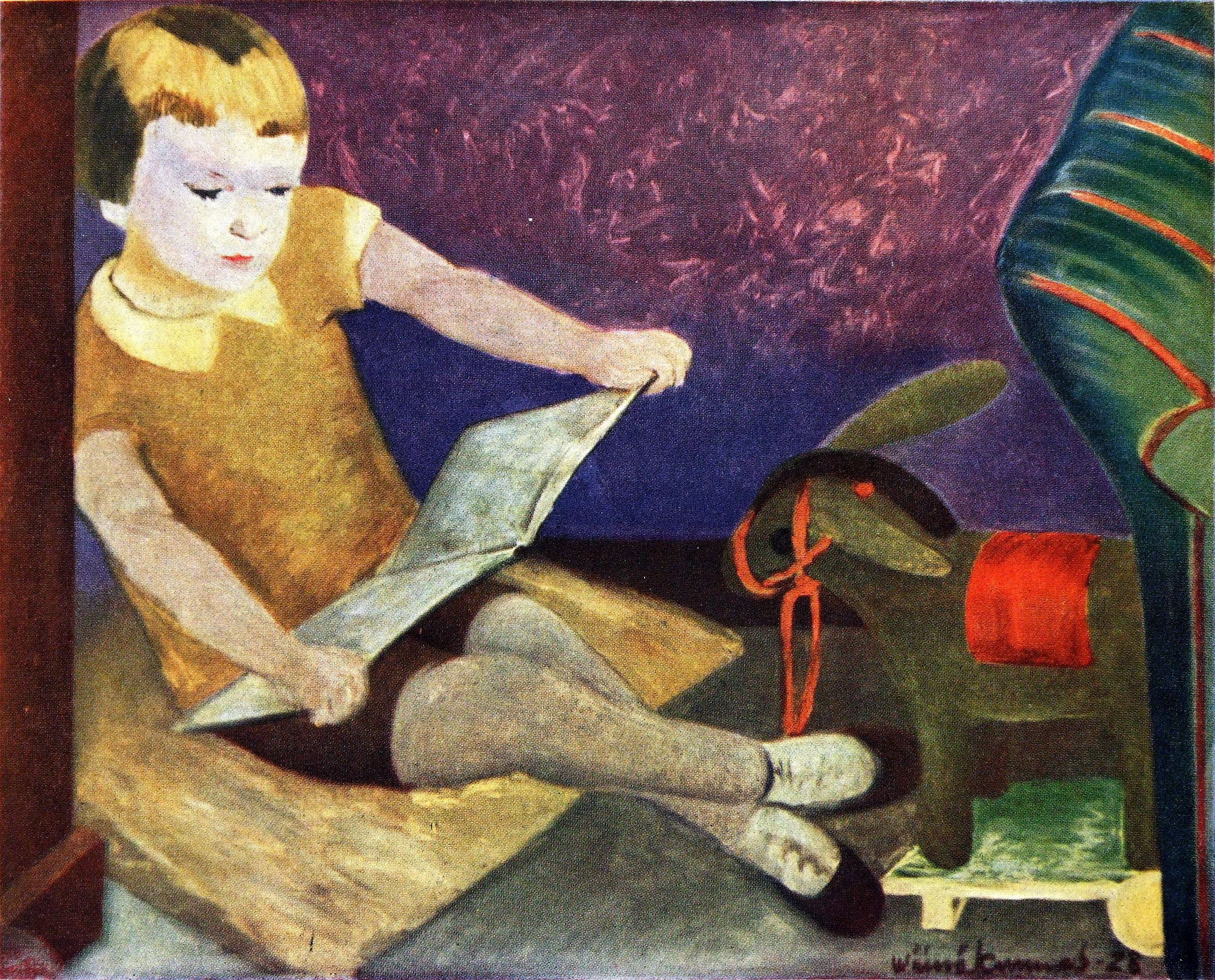
Kirsis sagohörn, 1928. Motivet Kirsi Kunnas (född 1924) är Väinö Kunnas dotter.

### Webbsidor
- Väinö Kunnas i Konstnärsgillets i Finland  bildkonstnärsmatrikel. Läst 9 november 2018.
- Denna artikel är baserad på artikeln Väinö Kunnas på finskspråkiga Wikipedia.